# Bin ich sexy?
Bin ich sexy? ist eine deutsche Tragikomödie und das Regiedebüt von Katinka Feistl. In der Hauptrolle spielt Marie-Luise Schramm eine Teenagerin, die Model werden möchte, ihren Platz in der Welt aber erst finden muss. Premiere hatte der Film 2004 auf dem Filmfest München.

## Handlung
Die seit zwei Jahren verwitwete Jutta ist alleinerziehende Mutter von drei Kindern und hat es nicht immer leicht mit ihnen. Ihre zwei Kleinsten halten sie ganz schön auf Trab und ihre etwas übergewichtige Teenager-Tochter Mareike setzt alles daran, Model zu werden. Während Jutta es lieber sehen würde, dass sie eine sichere Ausbildung zur Einzelhandelskauffrau absolviert, hat Mareike die Wahl zur Miss Baden-Württemberg als Ziel. Sie hilft ihrem Opa auf dem Markt beim Gemüseverkauf, um Geld für die notwendigen Kurse zu verdienen. Doch von den angeschriebenen Modelschulen bekommt sie nur Absagen. Auf dem Markt lernt sie den Jungen Samir kennen, in den sie sich verliebt, dieser erwidert ihre Gefühle jedoch nicht. Bei Jutta ist das Beziehungsleben nicht weniger kompliziert. Sie hat zwar ein paar Dates mit ihrem Kollegen Winnie, doch diesen in ihre Familie hineinlassen, das möchte sie aktuell noch nicht. Auch weil sie von Mareike wegen der Dates Vorwürfe bekommt, sie würde ihren verstorbenen Stiefvater vergessen.
Über ihre Freundin Basma entdeckt Mareike den Bauchtanz für sich und kann ihren Gefühlen endlich Ausdruck geben. Doch dann bekommt sie plötzlich kreisrunden Haarausfall, eine schnelle therapeutische Lösung ist nicht möglich. Dass sie deswegen auch noch eine Perücke tragen soll, ist nicht gerade förderlich für ihr Selbstbewusstsein. Ausgerechnet jetzt erhält sie die Zusage für einen neu beginnenden Modelkurs. Als sich Mareike daraufhin im Geräteschuppen erhängen will und Jutta sie im letzten Moment davon abhalten kann, schneidet sich Jutta aus Solidarität zu ihrer Tochter spontan ihre eigenen Haare an. Die beiden führen ein tiefgreifendes Gespräch und Mareike erzählt von all ihren Sorgen, dass sie sich hasst und hofft, dass sich mal jemand in sie verliebt. Die beiden finden wieder zueinander und Jutta lässt letztlich auch Winnie in ihre Familie. Als Jutta und Mareike in einem Geschäft Perücken ausprobieren, hat die Tochter schon einen neuen Plan ins Auge gefasst. Sie möchte jetzt Bauchtanzprofi werden und mit Basma entsprechende Kurse in Ägypten belegen.

## Produktion
Der Film wurde vom 7. Oktober 2003 bis zum 13. November 2003 in Karlsruhe, Baden-Baden und Mannheim gedreht, Kinostart in Deutschland war der 23. Juni 2005. Im Fernsehen wurde der Film erstmals am 7. August 2006 im ZDF ausgestrahlt.

## Rezeption

### Kritiken
Das Lexikon des internationalen Films urteilt: „Berührender, sozial und psychologisch genauer Familienfilm, der komische und tragische Szenen geschickt bündelt und durch seine herausragende Hauptdarstellerin besticht. Einige dramaturgische Wendungen und der harmoniesüchtige Schluss schmälern das Vergnügen nur gering.“
In seiner Besprechung bei tittelbach.tv gibt Rainer Tittelbach dem Film insgesamt 4 von 6 Sternen. In Marie-Luise Schramm sieht er die ideale Besetzung für die zickig-liebenswerte Mareike, Birgit Schade würde ein vielschichtiges Porträt einer alleinerziehenden Mutter liefern. Er fasst zusammen: „Kluges Buch, sensible Regie, ideale Besetzung.“
Bei kino-zeit.de wird bemerkt, dass der Film aufgrund des markanten Titels beim Publikum möglicherweise wenig Tiefgang erwarten ließe. Der Film würde allerdings durch eine „schnodderige Direktheit“ überzeugen und die behandelten Probleme nicht aus dem Blick verlieren, sodass sich als Fazit ergibt: „Ein Film, der zum Lachen bringt, aber auch zum Nachdenken, und der nebenbei noch bestens unterhält – was kann man sich derzeit mehr wünschen aus deutschen Landen?“

### Einspielergebnis
Der Film spielte ungefähr 36.000 US-Dollar ein.

### Auszeichnungen
- 2003: DEFA-Förderpreis Chemnitz für Katinka Feistl (Beste Nachwuchsregie)
- 2003: EUREGIO-Nachwuchspreis für Katinka Feistl (Beste Regie)
- 2003: Lüdia-Preis (Publikumspreis) auf dem Kinofest Lünen
- 2003: MFG-Star Baden-Baden Fernsehfilmfestival Baden-Baden für Katinka Feistl (Beste Nachwuchsregie)
- 2004: Förderpreis Deutscher Film (Beste Nachwuchsschauspielerin) für Marie-Luise Schramm
- 2005: New Faces Award (Beste Nachwuchsschauspielerin) für Marie-Luise Schramm
- 2005: Berlin & Beyond Film Festival (Publikumspreis) in San Francisco